# Tekellina picurrucha
Espèce
Tekellina picurrucha est une espèce d'araignées aranéomorphes de la famille des Synotaxidae.

## Distribution
Cette espèce se rencontre au Brésil dans les États du Rio Grande do Sul, du Paraná et de São Paulo et en Argentine dans la province de Misiones,.

## Description
Le mâle holotype mesure 1,24 mm et la femelle paratype 1,35 mm.

## Systématique et taxinomie
Cette espèce a été décrite par Rodrigues et Estol en 2024.

## Publication originale
(juillet 2024).
- Estol, Valiati, Brescovit & Rodrigues, 2024 : « On the Neotropical species of the spider genus Tekellina Levi, 1957 (Arachnida: Araneae: Synotaxidae). » European Journal of Taxonomy, vol. 943, p. 154-178 (texte intégral).